# Fuad Mohamed Qalaf
Fuad Mohamed Qalaf, (somaliska: Fu'aad Maxamed Khalaf), också känd som Fuad Shangole, född 28 mars 1965, är en svensk-somalisk schejk och islamist samt ledare för organisationen Islamiska domstolarnas högsta råd. Han är bosatt i Somalia men har ett svenskt medborgarskap efter att ha bott tolv år i Sverige.
Enligt svenska medier stenade Fuad Mohamed Qalaf den 13-åriga flickan Asho Duhalow till döds i mars 2009 antingen för att hon inte hade råd med heltäckande klädsel eller för att hon skvallrade om våldtäkt. Samma dag ska han också ha skurit av handen på en man inför tusentals människor på en fotbollsplan. Offret anklagades för att ha stulit motsvarande 800 kronor.